# مرتضى منصوري
مرتضى منصوري (بالفارسية: مرتضی منصوری) هو لاعب كرة قدم إيراني في مركز الدفاع، ولد في 3 أغسطس 1994 في الأهواز في إيران. لعب مع نادي استقلال أهواز.